# Ordre militaire de Guillaume
Pour les articles homonymes, voir Ordre de Guillaume.
L’ordre militaire de Guillaume (Militaire Willems-Orde), abrégé MWO, est la plus ancienne et la plus haute distinction du royaume des Pays-Bas. Cet ordre de chevalerie a été établi le 30 avril 1815 par le roi Guillaume Ier et constitue une récompense d'excellence pour acte de bravoure et comme récompense de mérite aux officiers d'expérience. L'ordre de Guillaume peut être décerné à tout individu, sans considération de son rang de noblesse ou social, aux citoyens néerlandais et étrangers. Au printemps 1940, il a été décidé que les civils pouvaient être récompensés par l'ordre pour des actes héroïques de résistance.

## Organisation
| Grand-croix (croix avec écharpe et étoile) | Commandeur (croix avec collier et étoile de poitrine) | Chevalier 3e classe (croix avec ruban) | Chevalier 4e classe (croix avec ruban) |
| ------------------------------------------ | ----------------------------------------------------- | -------------------------------------- | -------------------------------------- |
|                                            |                                                       |                                        |                                        |
| Rubans                                     |                                                       |                                        |                                        |
|                                            |                                                       |                                        |                                        |

## Privilèges
Les membres de l'ordre militaire de Guillaume reçoivent certains privilèges :
- lorsqu'ils portent les décorations de l'ordre, les membres doivent être salués par tous les membres des forces armées néerlandaises
- une fois par an, tous les membres de l'ordre sont invités au palais royal par le monarque au cours du Ridderdag (jour du roi)
- les membres de l'ordre reçoivent une pension annuelle par l'État
- les membres de l'ordre ont des sièges VIP réservés lors des cérémonies militaires néerlandaises, du Prinsjesdag (jour du prince, discours du monarque devant les États généraux) et des funérailles d'État

### Plus hautes distinctions de bravoure
- Légion d'honneur (France)
- Croix de Victoria (Royaume-Uni)
- Medal of Honor (États-Unis)

### Autres récompenses néerlandaises
- Ordre du Lion néerlandais
- Ordre d'Orange-Nassau